# Josefin Johansson

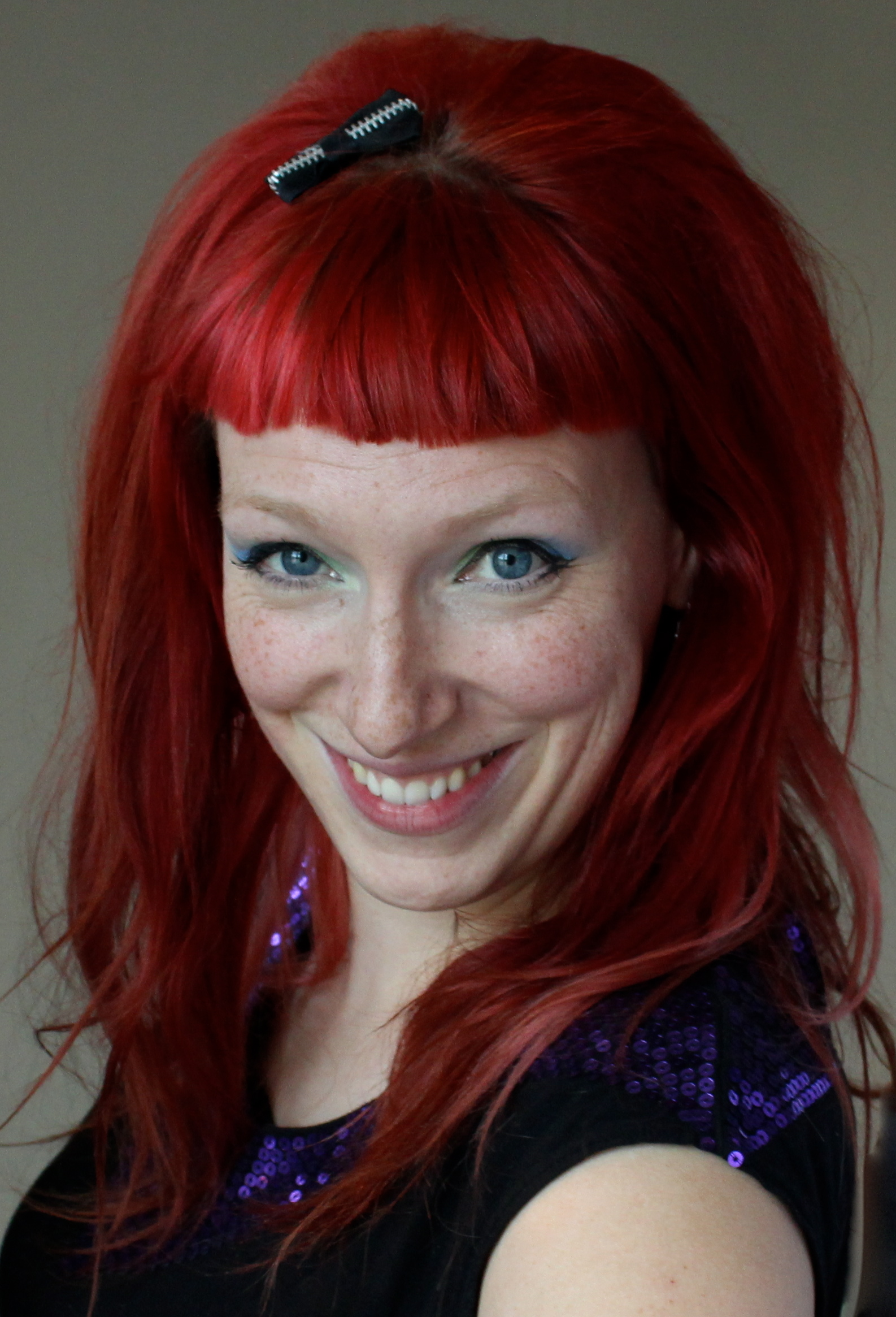
Josefin Johansson

Josefin Johansson (* 11. März 1982) ist eine schwedische Komikerin und Moderatorin. Sie lebt in Stockholm.

## Leben
Johansson wuchs in Subbabo, in der  Gemeinde Hylte auf. In Svalöv wurde sie zur Schauspielerin ausgebildet. Ab 2007 war sie als Moderatorin in Comedy-Formaten beim Sveriges Radio P3 tätig.
In den 2010er Jahren war Johansson überwiegend als Standup-Komikerin unterwegs und hatte immer wieder kleine Fernsehauftritte.
2018 veröffentlichte Johansson zusammen mit Joanna Björnsterna das Kinderbuch Drottningsylt – nästan helt sanna sagor zur Geschichte des Schwedischen Königshauses. Hierfür wurde das Autoren-Duo mit der Carl-von-Linné-Plakette ausgezeichnet. Im selben Jahr moderierte sie auch die Spielshow Smartare än en femteklassare.